# Pico da Calheta
O Pico da Calheta é uma elevação portuguesa localizada no concelho da Calheta, ilha de São Jorge, arquipélago dos Açores.
Este acidente geológico encontra-se geograficamente localizado próximo da Ribeira Seca, do Pico da Fonte, do Pico do Paul e encontra-se intimamente relacionado com maciço montanhoso central da ilha de são Jorge do qual faz parte.
Esta formação geológica localizada a 499 metros de altitude acima do nível do mar apresenta escorrimento pluvial para a costa marítima e deve na sua formação geológica a um escorrimento lávico e piroclástico antigo.